# Pont-Saint-Pierre
Pour les articles homonymes, voir Pont Saint-Pierre et Pont (toponyme).
Pont-Saint-Pierre est une commune française située dans le département de l'Eure, en région Normandie.

## Géographie

### Localisation
| La Neuville-Chant-d'Oisel (Seine-Maritime) | La Neuville-Chant-d'Oisel (Seine-Maritime), Radepont | Radepont                      |
| Romilly-sur-Andelle                        | Pont-Saint-Pierre                                    | Radepont Douville-sur-Andelle |
| Flipou                                     | Flipou                                               |                               |

### Hydrographie
La commune est située dans le bassin Seine-Normandie. Elle est drainée par l'Andelle et divers autres petits cours d'eau,.
L'Andelle, d'une longueur de 57 km, prend sa source dans la commune de Serqueux et se jette  dans la Seine à Pîtres, après avoir traversé 24 communes.

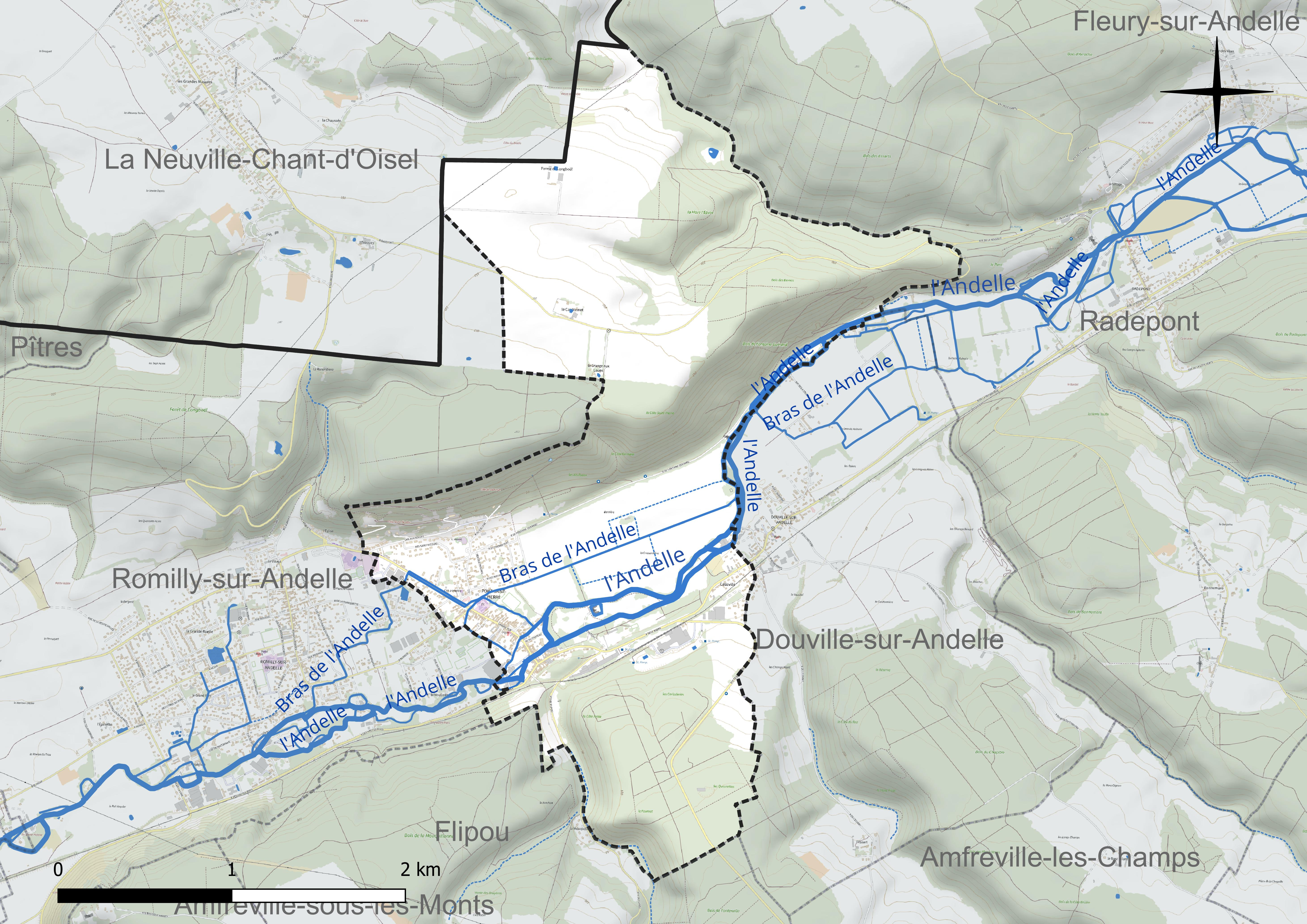
Réseau hydrographique de Pont-Saint-Pierre.

### Climat
Pour des articles plus généraux, voir Climat de la Normandie et Climat de l'Eure.
En 2010, le climat de la commune est de type climat océanique dégradé des plaines du Centre et du Nord, selon une étude du CNRS s'appuyant sur une série de données couvrant la période 1971-2000. En 2020, Météo-France publie une typologie des climats de la France métropolitaine dans laquelle la commune est exposée à un climat océanique et est dans la région climatique  Côtes de la Manche orientale, caractérisée par un faible ensoleillement (1 550 h/an) ; forte humidité de l’air (plus de 20 h/jour avec humidité relative > 80 % en hiver), vents forts fréquents. Parallèlement le GIEC normand, un groupe régional d’experts sur le climat, différencie quant à lui, dans une étude de 2020, trois grands types de climats pour la région Normandie, nuancés à une échelle plus fine par les facteurs géographiques locaux. La commune est, selon ce zonage, exposée à un « climat des plateaux abrités », correspondant aux plaines agricoles de l’Eure, avec une pluviométrie beaucoup plus faible que dans la plaine de Caen en raison du double effet d’abri provoqué par les collines du Bocage normand et par celles qui s’étendent sur un axe du Pays d'Auge au Perche.
Pour la période 1971-2000, la température annuelle moyenne est de 10,9 °C, avec  une amplitude thermique annuelle de 14 °C. Le cumul annuel moyen de précipitations est de 762 mm, avec 12,5 jours de précipitations en janvier et 8 jours en juillet. Pour la période 1991-2020, la température moyenne annuelle observée sur la station météorologique la plus proche, située sur la commune de Boos à 8 km à vol d'oiseau, est de 10,9 °C et le cumul annuel moyen de précipitations est de 847,5 mm,. Pour l'avenir, les paramètres climatiques de la commune estimés pour 2050 selon différents scénarios d’émission de gaz à effet de serre sont consultables sur un site dédié publié par Météo-France en novembre 2022.

## Urbanisme

### Typologie
Au 1er janvier 2024, Pont-Saint-Pierre est catégorisée ceinture urbaine, selon la nouvelle grille communale de densité à 7 niveaux définie par l'Insee en 2022.
Elle appartient à l'unité urbaine de Romilly-sur-Andelle, une agglomération intra-départementale dont elle est une commune de la banlieue,. Par ailleurs la commune fait partie de l'aire d'attraction de Rouen, dont elle est une commune de la couronne,. Cette aire, qui regroupe 317 communes, est catégorisée dans les aires de 200 000 à moins de 700 000 habitants,.

### Occupation des sols
L'occupation des sols de la commune, telle qu'elle ressort de la base de données européenne d’occupation biophysique des sols Corine Land Cover (CLC), est marquée par l'importance des forêts et milieux semi-naturels (45,3 % en 2018), en diminution par rapport à 1990 (46,1 %). La répartition détaillée en 2018 est la suivante : forêts (45,3 %), terres arables (26,8 %), zones urbanisées (11,7 %), prairies (11,5 %), zones agricoles hétérogènes (4,6 %). L'évolution de l’occupation des sols de la commune et de ses infrastructures peut être observée sur les différentes représentations cartographiques du territoire : la carte de Cassini (XVIIIe siècle), la carte d'état-major (1820-1866) et les cartes ou photos aériennes de l'IGN pour la période actuelle (1950 à aujourd'hui).

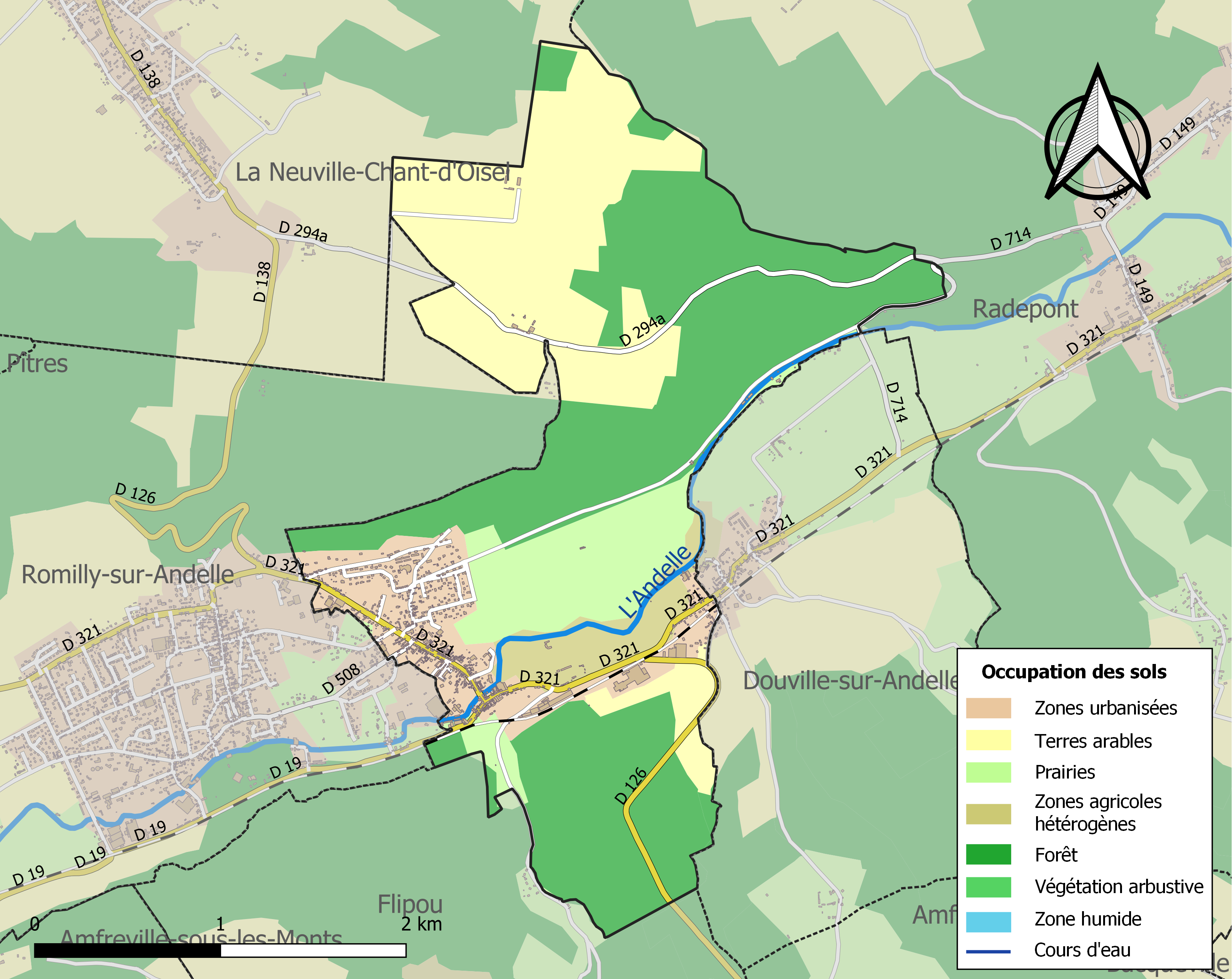
Carte des infrastructures et de l'occupation des sols de la commune en 2018 (CLC).

## Toponymie
Le nom de la localité est attesté sous les formes Pontis Sancti Petri entre 1050 et 1066, Sancti Petri Ponte en 1063, Pons Sancti Petri en 1118 (Suger, Vie de Louis le Gros).
Pont [pɔ̃] est un mot français répandu en toponymie.
Le nom primitif est déterminé par un hagionyme.
L'hagiotoponyme Saint-Pierre est emprunté au vocable de l'une des deux églises paroissiales, la seconde étant dédiée à saint Nicolas.
Le gentilé est Pétripontains.

## Histoire
Aux XIe – XIIe siècles, les rois-ducs Guillaume le Conquérant et Henri Ier Beauclerc ont un château (le Catelier ou Castelet) à Pont-Saint-Pierre, confié à leur vassal et parent FitzOsbern seigneur de Breteuil.
Au Moyen Âge, la baronnie de Pont-Saint-Pierre se trouve être la « première » de Normandie et est détenue par la famille d'Hangest, après les familles de Beaumon-le-Roger-Neubourg puis de Poissy, qui eurent aussi Acquigny et Longboel, Hacqueville. La possession des Beaumont-le-Roger-Neubourg-Warwick s'établit elle-même après celle des Crépon FitzOsbern sires de Breteuil-sur-Iton : mais Guillaume II de Breteuil et Raoul de Gaël de Montfort-sur-Meu, son gendre, se révoltent contre le roi-duc avant 1100, puis Eustache de Breteuil, fils de Guillaume de Breteuil et beau-frère de Raoul de Gaël, se soulève à son tour après 1100 en prenant le parti de Guillaume Cliton. Les Breteuil sont alors définitivement vaincus et dépouillés de leurs fiefs en 1119 : Ivry-la-Bataille ira à Ascelin Goël d'Ivry-Bréval, Breteuil et Pacy-sur-Eure confisqués seront rendus plus tard à la fille de Raoul II de Gaël de Montfort, Amicie, épouse de Robert II de Beaumont le Bossu de Beaumont-le-Roger-Meulan-Leicester, comte de Leicester et Winchester.
De plus, Henri Ier obligea les Breteuil et les Gaël de Montfort à céder Pont-Saint-Pierre, Romilly et Longboël, avec le val de Pîtres, à Raoul III-IV de Tosny († 1126), seigneur de Conches et d'Acquigny. La fille de Raoul, Gode(c)hilde, tante de Raoul IV-V ci-dessus, transmit Pont, Romilly-Longboël et une moitié d'Acquigny à son mari Henri de Beaumont du Neubourg, fils et frère de deux comtes de Warwick, cousin germain de Robert le Bossu. Leur fille Isabelle de Neubourg les apporta à son époux Robert III de Poissy, seigneur de Malvoisine.
Mais le roi Philippe Auguste saisit les biens de leur fils Robert IV de Poissy vers 1203-1204, pendant la conquête française. Auparavant, les fiefs de Robert de Poissy s'étaient agrémentés de ceux de sa femme Luce Le Chambellan du Plessis-(Nicole), fille de Brice, chambellan d'Henri II et panetier de Normandie (Gouy ; Noyon-sur-Andelle, Radepont, Fleury-sur-Andelle), mais le roi Philippe II les avait aussi confisqués pour les donner à un de ses fidèles, Pierre de Moret. Philippe II saisit donc la baronnie de Pont-Saint-Pierre et la donna pour moitié à Aubert II ou III d'Hangest, seigneur picard, avec aussi la moitié de Romilly, Longboël et Pîtres. L'autre moitié de ce que le roi Philippe avait saisi fut restituée à Robert IV de Poissy vers 1213, avec Hacqueville, Gouy, Noyon-sur-Andelle, Radepont, et la moitié d'Acquigny venue des Neubourg. Pierre de Moret fut dédommagé par le don de Venables par un échange avec le roi, et après la mort de Robert IV (vers 1213-1218 ?) il épousa sa veuve Luce du Plessis.
En 1367, une descendante d'Aubert, Isabelle d'Hangest dame d'Heuqueville et de Pont-Saint-Pierre épousa Jean de Roncherolles (à Cuverville). Leur fils Guillaume V de Roncherolles († 1415 à Azincourt) épousa Marguerite de Léon dame d'Hacqueville, héritière des Léon et des Poissy à la fois par son père Guillaume II de Léon d'Hacqueville et par la deuxième femme de son père, Catherine de Léon : cf. la filiation aux articles Léon, Acquigny et Radepont. Vers 1400, un accord avec les Rohan (les vicomtes Alain VIII et Alain IX) héritiers des Léon, toujours seigneurs de Pont-Saint-Pierre en partie, Radepont et Noyon-sur-Andelle, semble organiser un partage rationnel et attribuer les biens normands des Rohan aux Léon d'Hacqueville qui cèdent en échange aux Rohan leurs droits bretons. Ainsi Pont-Saint-Pierre était-il réuni. Les Roncherolles sont seigneurs de Pont jusqu'à la Révolution ; en août 1684, les Roncherolles sont titrés marquis de Pont-Saint-Pierre.
Avant la Révolution, Pont-Saint-Pierre comprenait deux paroisses, Saint-Pierre et Saint-Nicolas. L'église Saint-Pierre, située sur la rive gauche de l'Andelle et relevant du doyenné de Gamaches, a été démolie sous la Révolution, après avoir été vendue comme bien national. Saint-Nicolas relevait du doyenné de Perriers, et sert, depuis, d'église paroissiale.
Saint-Nicolas-de-Pont-Saint-Pierre a été chef-lieu de canton durant la Révolution (de 1790 au 8 pluviôse an IX (28 janvier 1801). En 1809, Saint-Nicolas-de-Pont-Saint-Pierre absorbe Saint-Pierre-de-Pont-Saint-Pierre. En 1905, Saint-Nicolas-de-Pont-Saint-Pierre prend le nom de Pont-Saint-Pierre.

## Politique et administration
| Période                                  | Période   | Identité                              | Étiquette | Qualité                                         |
| ---------------------------------------- | --------- | ------------------------------------- | --------- | ----------------------------------------------- |
| Les données manquantes sont à compléter. |           |                                       |           |                                                 |
| vers 1804                                |           | Lecocq                                |           |                                                 |
| vers 1815                                |           | Mignot                                |           |                                                 |
| vers 1816                                |           | B. d'Houdemare                        |           |                                                 |
| Les données manquantes sont à compléter. |           |                                       |           |                                                 |
| vers 1838                                | vers 1846 | Jacques François Toussaint Letourneur |           |                                                 |
| Les données manquantes sont à compléter. |           |                                       |           |                                                 |
| vers 1862                                | vers 1873 | Jean Aimé d'Houdemare                 |           | Baron d'Houdemare                               |
| vers 1872                                |           | Virgile Henri Lesueur                 |           | Maire par intérim                               |
| 1892                                     | 1900      | Victor Colboc                         |           |                                                 |
| 1900                                     | 1905      | Clovis Valentin Vauquelin             |           | farinier, commerçant, deviendra maire de Flipou |
| Les données manquantes sont à compléter. |           |                                       |           |                                                 |
| 1928                                     |           | Adrien Josse                          |           |                                                 |
| Les données manquantes sont à compléter. |           |                                       |           |                                                 |
| mars 2001                                | 2008      | Robert Beaumale                       | PS        |                                                 |
| 2014                                     | 2020      | René Duriez                           | DVG       | Professeur des écoles                           |
| 2020                                     | en cours  | Valérie Lavigne                       | DVG       | Adjointe cadre hospitalier en EPHPAD            |
| Les données manquantes sont à compléter. |           |                                       |           |                                                 |

## Population et société

### Démographie
L'évolution du nombre d'habitants est connue à travers les recensements de la population effectués dans la commune depuis 1793. Pour les communes de moins de 10 000 habitants, une enquête de recensement portant sur toute la population est réalisée tous les cinq ans, les populations de référence des années intermédiaires étant quant à elles estimées par interpolation ou extrapolation. Pour la commune, le premier recensement exhaustif entrant dans le cadre du nouveau dispositif a été réalisé en 2004.

En 2022, la commune comptait 1 137 habitants, en évolution de −2,24 % par rapport à 2016 (Eure : −0,25 %, France hors Mayotte : +2,11 %).
| 1793 | 1800 | 1806 | 1821 | 1831 | 1836 | 1841 | 1846 | 1851 |
| ---- | ---- | ---- | ---- | ---- | ---- | ---- | ---- | ---- |
| 374  | 359  | 364  | 564  | 754  | 779  | 871  | 810  | 844  |

| 1856 | 1861 | 1866 | 1872 | 1876 | 1881 | 1886 | 1891 | 1896 |
| ---- | ---- | ---- | ---- | ---- | ---- | ---- | ---- | ---- |
| 905  | 954  | 949  | 876  | 892  | 880  | 881  | 902  | 915  |

| 1901 | 1906 | 1911 | 1921 | 1926 | 1931 | 1936 | 1946 | 1954  |
| ---- | ---- | ---- | ---- | ---- | ---- | ---- | ---- | ----- |
| 907  | 856  | 832  | 848  | 850  | 892  | 855  | 946  | 1 106 |

| 1962  | 1968  | 1975  | 1982 | 1990 | 1999 | 2004  | 2006  | 2009  |
| ----- | ----- | ----- | ---- | ---- | ---- | ----- | ----- | ----- |
| 1 001 | 1 046 | 1 065 | 994  | 882  | 935  | 1 063 | 1 111 | 1 129 |

| 2014  | 2019  | 2022  | - | - | - | - | - | - |
| ----- | ----- | ----- | - | - | - | - | - | - |
| 1 157 | 1 134 | 1 137 | - | - | - | - | - | - |

### Sports et loisirs
Piscine.

## Économie

### Entreprises et commerces
Pont-Saint-Pierre est le lieu d'embouteillage de l'eau de source de marque Pierval (sources Lilas et Emma).

## Culture locale et patrimoine

### Lieux et monuments
- Château de Douville, vestiges[28].
- Église Saint-Nicolas, des XIIe et XIXe siècles, recensée à l'Inventaire général du patrimoine culturel[29]. Elle abrite des éléments mobiliers provenant de l'abbaye de Fontaine-Guérard, dont un abat-voix du XVIIe siècle. Au pied de la tour (construite en 1846 par Élie Courtonne) s'élève une croix en fer forgé provenant de la cathédrale de Rouen.
- Filature Levavasseur (vestiges), du XIXe siècle, recensée à l'inventaire général du patrimoine culturel[30].
- Château de Logempré, dit château de Pont-Saint-Pierre, des XVe et XIXe siècles, recensé à l'inventaire général du patrimoine culturel[31], bâti à l'emplacement du château fort de la Malemaison, des XIIe et XIVe siècles[32].

Siège d'une ancienne baronnie, le château joua un rôle au cours de la guerre de Cent Ans. La famille de Roncherolles le reconstruit à la fin du XVe siècle, et il est remanié à la fin du XVIIIe siècle par le marquis de Montesquieu, puis par Antoine Caillot de Coqueréaumont, aïeul du baron d'Houdemare qui le restaura à la fin du siècle dernier.
Le château apparaît dans le film Pas si bête (1946), avec Bourvil. Inhabité depuis 1998 et dégradé, il est racheté en 2024 par un couple qui souhaite le restaurer.
- Parc du château de Logempré, créé en 1810 par l'architecte Le Poigneux, recensé à l'inventaire général du patrimoine culturel[35].

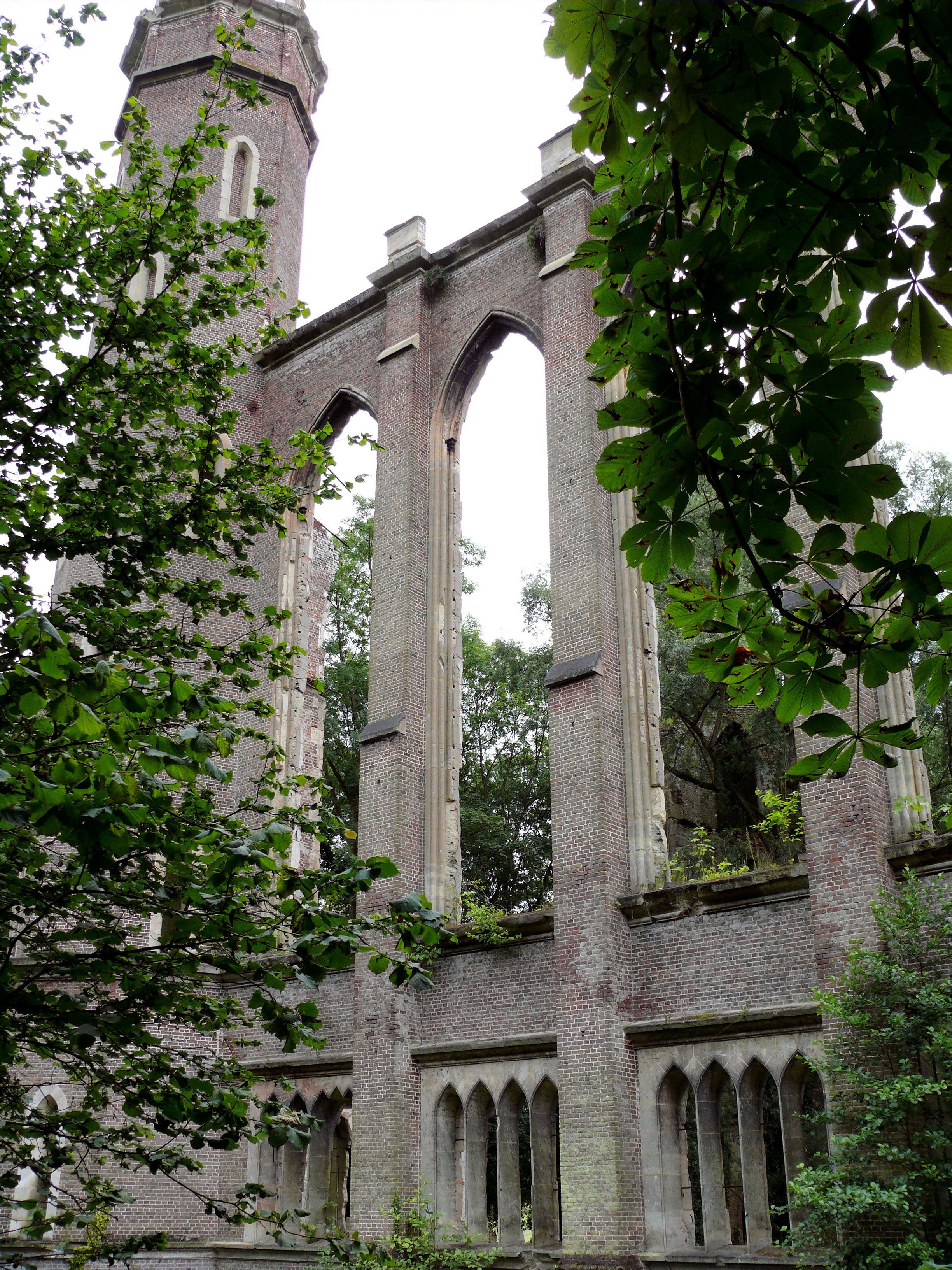
La filature Levavasseur.
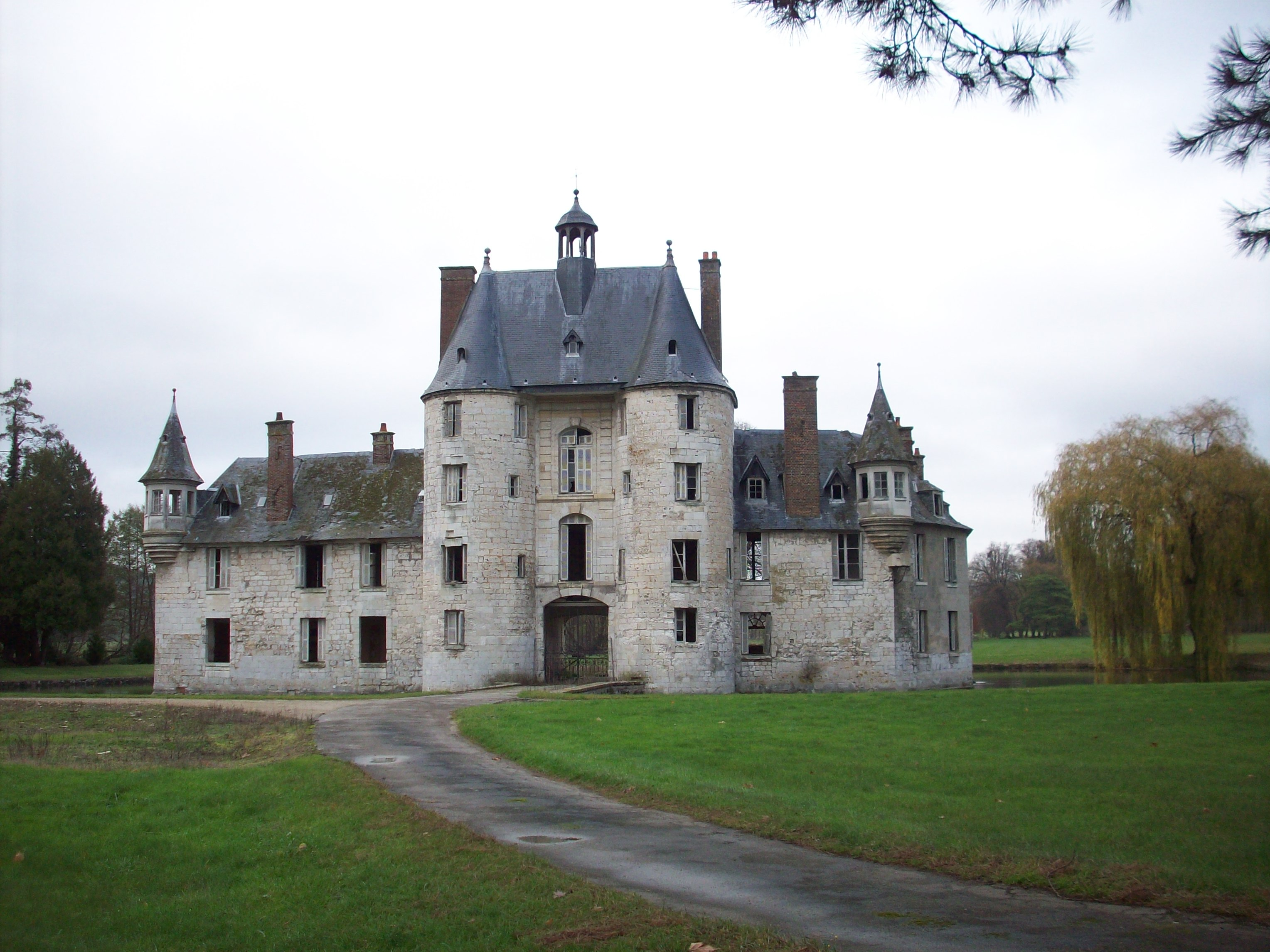
Le château de Pont-Saint-Pierre.
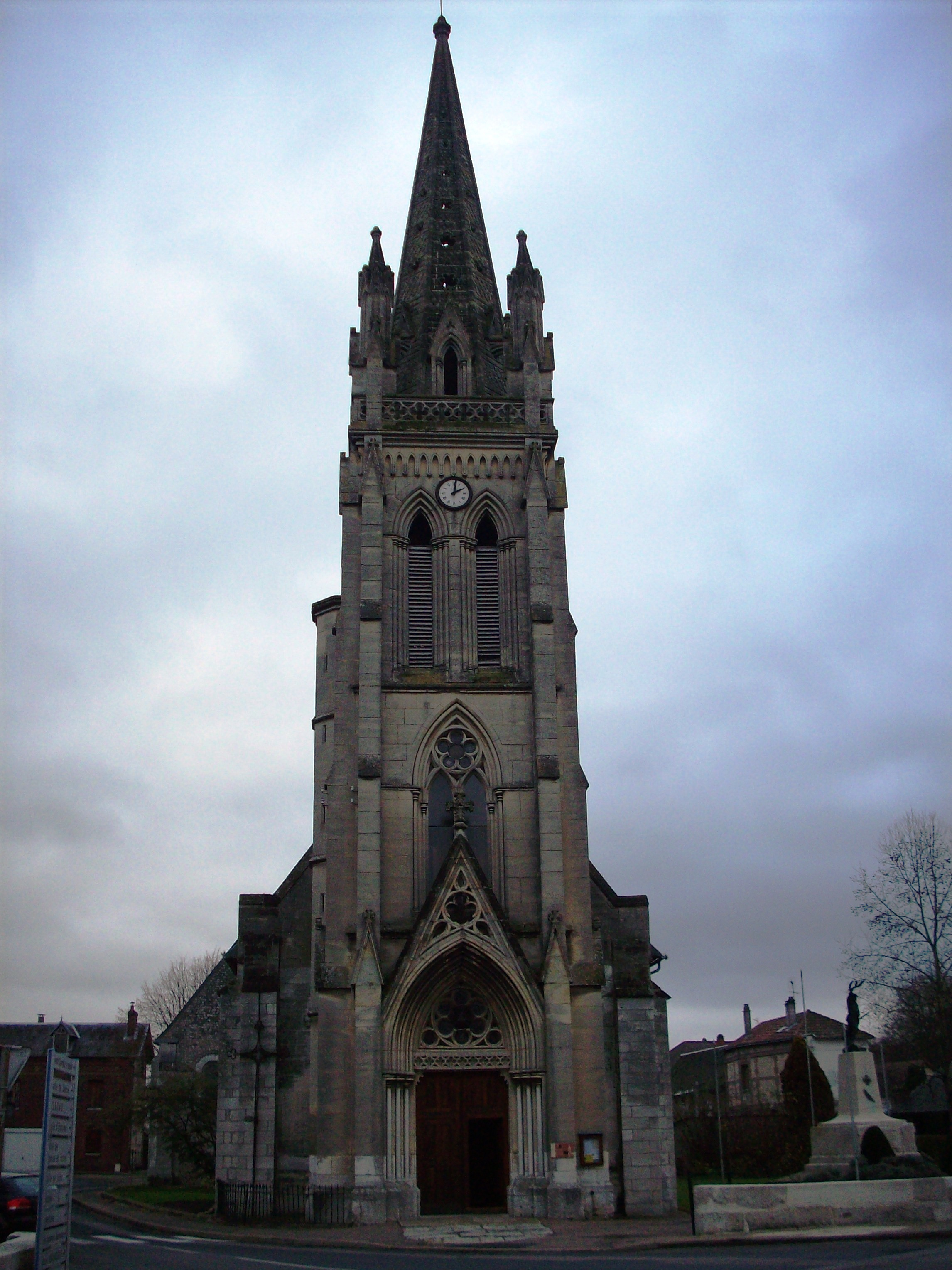
L'église Saint-Nicolas.

### Patrimoine naturel
- Les falaises de l'Andelle et de la Seine,  Site inscrit (1981)[36].

### Personnalités liées à la commune
- Marcel Berthet (1887-1953), cycliste. Il dirigea l'usine Tron et Berthet avec sa femme, à la suite de son beau-père, Jean-François Tron, qui avait implanté son usine de sellerie dans une ancienne filature.

### Liste des curés de Pont-Saint-Pierre

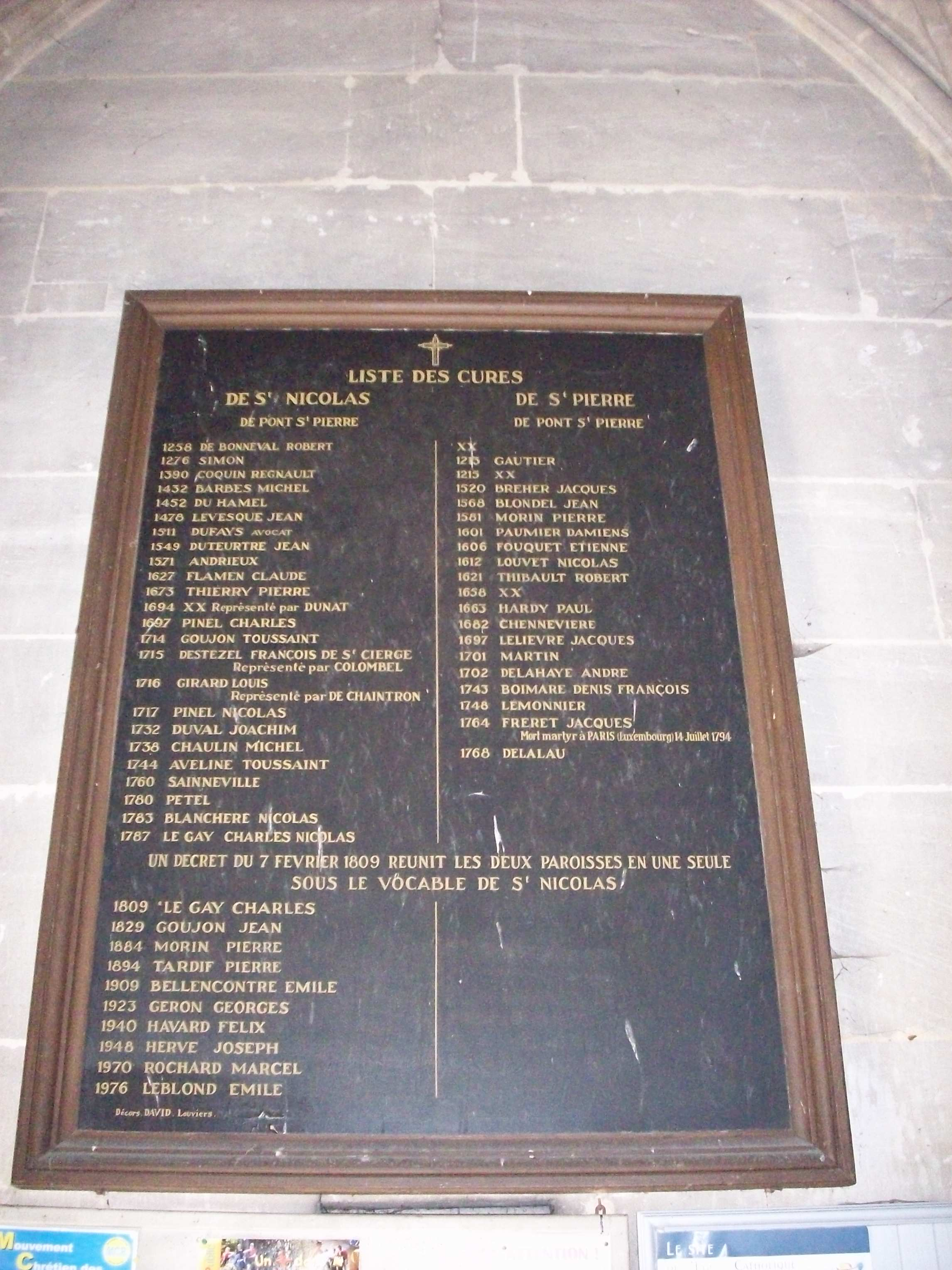
La liste des curés de Pont-Saint-Pierre

Suivant une liste des curés de Pont-Saint-Pierre présentée dans l'église.
Paroisse de Saint-Nicolas
- 1258 : Robert de Bonneval
- 1276 : Simon
- 1390 : Regnault Coquin
- 1432 : Michel Barbes
- 1452 : Du Hamel
- 1478 : Jean Levesque
- 1511 : Dufays (avocat)
- 1549 : Jean Duteurtre
- 1571 : Andrieux
- 1627 : Claude Flamen
- 1673 : Pierre Thierry
- 1674 : x, représenté par Dunat
- 1697 : Charles Pinel
- 1714 : Toussaint Goujon
- 1715 : François de Saint-Cierge Desterel, représenté par Colombel
- 1716 : Louis Girard, représenté par De Chaintron
- 1717 : Nicolas Pinel
- 1732 : Joachim Duval
- 1738 : Michel Chauvin
- 1744 : Toussaint Aveline
- 1760 : Jean Sainneville
- 1780 : Petel
- 1783 : Nicolas Blanchère
- 1787 : Charles Nicolas Le Gay (1755-1829)

Paroisse de Saint-Pierre
- 1213 : Gautier
- 1520 : Jacques Breher
- 1568 : Jean Blondel
- 1581 : Pierre Morin
- 1601 : Damiens Paumier
- 1606 : Étienne Fouquet
- 1612 : Nicolas Louvet
- 1621 : Robert Thibault
- 1663 : Paul Hardy
- 1682 : Chennevière
- 1697 : Jacques Lelièvre
- 1701 : Martin
- 1702 : André Delahaye
- 1743 : Denis-François Boismare
- 1748 : Michel-Philippe Le Monnier
- 1764 : Jacques Fréret (mort à Paris le 14 juillet 1794)
- 1768 : Delalan

Les deux paroisses sont, par décret du 7 février 1809, réunies en la paroisse Saint-Nicolas.
- 1809 : Charles Le Gay (1755-1829), précédemment curé de Saint-Nicolas
- 1829 : Jean Goujon
- 1884 : Pierre Morin
- 1894 : Pierre Tardif
- 1909 : Émile Bellencourt
- 1923 : Georges Geron
- 1940 : Félix Havard
- 1948 : Joseph Hervé
- 1970 : Marcel Rochard
- 1976 : Émile Leblond